# I. Theodórosz epiruszi despota
I. (Angelosz) Theodórosz (1214–1230) epiruszi despota.
Az új despota Mihály féltestvére, Theodórosz lett, aki azon nyomban támadást indított a Thesszalonikéi Királyság ellen. Közben az egyre erősödő bolgárokkal is harcolt. I. Henrik konstantinápolyi latin császár meghalt az ellentámadás során, Franciaországból érkező örökösét, Courtenay Pétert pedig 1217-ben Theodórosz elfogta, és valószínűleg meggyilkoltatta két év rabság után. A Nikaiai Császárság miatt ellenlépéseket tenni képtelen Konstantinápolyi Latin Császárságtól 1224-ben sikerült elfoglalnia Thesszalonikét, majd miután 1225-ben III. Ióannész nikaiai császár frissen megszerezte Drinápolyt, Theodórosz gyorsan elragadta tőle. A bolgárokkal szövetkezve felszabadította a latin uralom alól Trákiát, majd 1227-ben bizánci császárrá kornáztatta magát, ám uralmát sem alattvalói, sem a pátriárka nem ismerte el. 1230-ban az elbizakodott Theodórosz felbontotta a bolgár szövetséget abban a reményben, hogy legyőzheti II. Iván Aszen bolgár cárt, ám épp a fordítottja történt: a cár legyőzte, elfogta és megvakíttatta, így Theodóroszt unokaöccse, II. Mihály követte a trónon. Később szabadon engedték a legyőzött despotát, aki Thesszáliában uralkodott fivérével, Mánuellel közösen.
1. ↑  p15005.htm#i150045